# Camagna Monferrato
Camagna Monferrato é uma comuna italiana da região do Piemonte, província de Alexandria, com cerca de 537 habitantes. Estende-se por uma área de 9 km², tendo uma densidade populacional de 60 hab/km². Faz fronteira com Casale Monferrato, Conzano, Cuccaro Monferrato, Frassinello Monferrato, Lu, Rosignano Monferrato, Vignale Monferrato.

## Demografia
| Variação demográfica do município entre 1861 e 2011                               |
|                                                                                   |
| Fonte: Istituto Nazionale di Statistica (ISTAT) - Elaboração gráfica da Wikipedia |